# Daut Boriçi
Daut Boriçi (geboren am 20. Dezember 1825 in İşkodra, Osmanischen Reich, heute Albanien; gestorben am 2. November 1896 ebenda) war ein albanischer Imam, Lehrer, Schulinspektor und Schuldirektor, Didaktiker, Sprachwissenschaftler. Zudem war er Mitglied der Liga von Prizren.

## Herkunft und Ausbildung zum Imam und zum Lehrer
Daut Boriçi wurde in eine Familie geboren, in der islamische Bildung seit Generationen eine wichtige Rolle gespielt hatte. Viele seiner Vorfahren waren muslimische Geistliche. Sein Vater Mustafa Boriçi war einer der Sekretäre des Paschas von Shkodra, bis Letzterer durch die Hohe Pforte niedergeworfen wurde. Danach war er bis zu seinem Tod 1871 als Kaufmann tätig.
Mit acht Jahren erhielten Daut Boriçi und sein Bruder Salih Elementarunterricht bei einem gewissen Hoxha Ferhati (1773–1844). Überdies hatte er noch einen zweiten Bruder, Sylejman, und zwei Schwestern, Selime und Aisha.
Ab 1839 fuhr Daut Boriçi mit seinen Studien an der Madrasa Medreseja e Qafës in Shkodra fort. Am 26. Mai 1848 wurde er zum Imam der Draçin-Moschee in Shkodra ernannt, wo er zwei Jahre tätig war.
Mit seinem Landsmann Hafiz Ferhati begab er sich 1850 nach Istanbul, wo sich die beiden am 21. Oktober an einer Madrasa einschrieben. Als sich der ehemalige Pascha von Shkodra, Mustafa Pasha Bushati, am 26. Juni 1851 und bei zwei weiteren Malen in Istanbul aufhielt, besuchte ihn Boriçi. Dessen Sohn Riza Bey unterrichtete er. Als Boriçi in Istanbul studierte, lebte er von Zuwendungen seiner Familie und befreundeter Persönlichkeiten. Wann er die Ausbildung abschloss, ist unbekannt. Danach ging er weiterführenden Studien an der Lehrerbildungsanstalt nach.

## Arbeit als Lehrer, Didaktiker und Sprachwissenschaftler

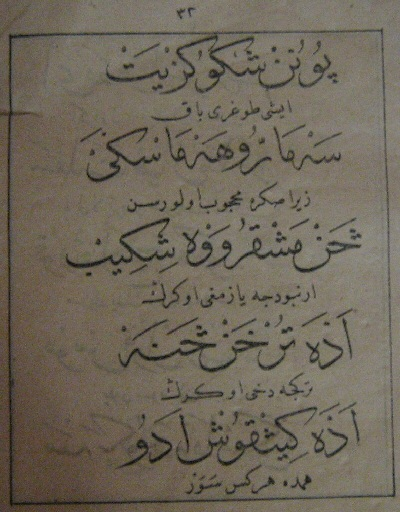
Seite einer Ausgabe der Fibel von 1861

Schon in dieser Zeit entwarf er womöglich eine albanische Fibel in arabischer Schrift, welche er 1861 in Istanbul lithografieren ließ. Sie umfasste wohl 34 Seiten, 251 Wörter, 14 Wortverbindungen und 14 Sätze. 1869 soll eine Neuauflage erschienen sein.
Die Verschriftlichung der albanischen Sprache beschäftigte Daut Boriçi auch später: Die zwei Fibelausgaben, eine kleine unvollendete Grammatik und ein türkisch-albanisches Wörterverzeichnis blieben jedoch alle unveröffentlicht.
Als Boriçi die Lehrerbildungsanstalt beendete, trat er eine Stelle in Anatolien an. Später wechselte er als Lehrer an die 1858 gegründete staatliche osmanische Mittelschule (rüştiye) in Shkodra. Bevor er in seine Heimatstadt zurückkehrte, ließ er sich von Riza Bey gegen ein monatliches Entgelt von fünf Goldlira die Aufsicht über dessen ererbten Besitz übertragen.
Womöglich ist Boriçi 1861 nach Shkodra zurückgekehrt, denn in jenem Jahr hat er begonnen, erste Zeugnisse auszustellen. Genauso scheint wahrscheinlich, dass er in dieser Zeit geheiratet hat.
Seit 1865 war er nebenbei auch in der Schulaufsicht im Vilâyet Shkodra tätig. Vom 4. Dezember 1879 bis Anfang 1880 war er kurzzeitig mit Aufgaben der Schulinspektion in İzmit betrat.

## Tätigkeiten in der Liga von Prizren
Die Liga von Prizren bildete schon sehr früh ein Komitee in Shkodra. Zum Vorsitzenden dieses Ligakomitees wurde im April 1880 Daut Boriçi gewählt. In der Folge war er an allen Aktivitäten des Shkodraner Ligazweiges beteiligt. Am 14. August 1880 wandte sich Boriçi an den osmanischen Kriegsminister Hüseyin Hüsnü Pascha und musste erkennen, dass das Osmanische Reich im Rahmen des Berliner Vertrages von 1878 die Abtretung von Ulqin an das Fürstentum Montenegro durchzusetzen gedachte. Daraufhin organisierte er den Widerstand, wurde aber noch 1880 mit anderen Ligaführern festgenommen und nach Istanbul gebracht. Nachdem er dort unter Polizeiaufsicht gestanden hatte und zwischenzeitlich Direktor einer Istanbuler Mädchenschule geworden war, ernannte man ihn zum Schulinspektor eines anatolischen Bezirks.
Als seine Frau in Shkodra durch einen Blitzschlag getötet und seine Kinder ohne Obhut waren, versuchten führende Shkodraner Persönlichkeiten, ihm eine Genehmigung für die Rückkehr auszustellen. Es scheint aber, dass sein Istanbuler Zwangsaufenthalt etwa sieben Jahre dauerte, bis er am 5. Februar 1888 zum Direktor der Schulverwaltung in Shkodra ernannt wurde. Am 4. November 1892 reichte er ein Pensionierungsgesuch ein. Am 2. November 1896 starb er in Shkodra.